# Salavatlı, Sultanhisar
Salavatlı là một thị trấn thuộc huyện Sultanhisar, tỉnh Aydın, Thổ Nhĩ Kỳ. Dân số thời điểm năm 2010 là 1.431 người.